# Humberstone i Santa Laura
Humberstone i Santa Laura su dvije bivše rafinerije salitre u pustinji Atacama, u regiji Tarapacá (sjeverni Čile). Ove rafinerije su 2005. godine upisane na UNESCO-ov popis mjesta svjetske baštine u Americi, a na popis ugroženih mjesta svjetske baštine su dospjeli iste godine zbog krhkog stanja građevina zbog četrdesetogodišnjeg nemara, oštećenja vandala i djelomičnog pljačkanja. Zahvaljujući niza vladinih mjera za poboljšanje situacije u posljednjih 15 godina, UNESCO je 2. srpnja 2019. uklonio ova mjesta s popisa ugroženih lokaliteta.

## Povijest
Tvrtka Guillermo Wendell, koja se bavila iskapanjem salitre, osnovala je rafineriju Santa Laura 1872. godine kada je ovo područje pripadalo Peruu. Ime je dala po svetoj Lauri iz Córdobe. Iste godine James Thomas Humberstone je osnovao "Peruansku tvrtku salitre" i rafineriju "La Palma". Obje rafinerije su se ubrzano razvijale, a oko njih su nikli gradići s karakterističnim građevina u engleskom stilu.
Dok se La Palma razvijala u najveću rafineriju salitre na svijetu, Santa Laura je propadala i 1902. ju je preuzela tvrtka Tamarugal, a 1913. je obustavila proizvodnju sve dok nije uveden Shanks postupak ekstrakcije salitre koji je ubrzao proizvodnju. 
Obje rafinerije su svojom velikom proizvodnjom utjecale na razvoj poljoprivrednih područja Sjeverne i Južne Amerike, ali i Europe, a donosile su i veliko bogatstvo Čileu. No, Velika gospodarska kriza 1929. godine i postupak umjetne sinteze amonijaka, koji su razvili Fritz Haber i Carl Bosch, čime je započela proizvodnja umjetnog gnojiva, su doveli ove dvije rafinerije do bankrota. Godine 1934. obje rafinerije je kupila tvrtka COSATAN (Compañía Salitrera de Tarapacá y Antofagasta) koja ih je modernizirala i La Palma (koju su u čast osnivača preimenovali u Humberstone) je 1940-ih postao najuspješnija rafinerija salitre.
Obje rafinerije su napuštene 1960-ih nakon propasti tvrtke COSATAN 1958. godine. Nakon što su njihovi gradići 1970-ih postali "gradovi duhova", proglašeni su nacionalnim spomenicima i otvoreni su turistima. Godine 2005. postali su UNESCO-ova svjetska baština kao mjesta jedinstvene pampinos kulture radnika iz Čilea, Perua i Bolivije. Naime, njihova kultura je bila bogata jezicima, kreativnošću, solidarnošću i prije svega borbom za socijalnu pravdu koja je utjecala na razvoj iste širom svijeta.
- Kazalište u Humberstoneu
- Santa Laura
- Radničke barake u Humberstoneu
- Spavaća soba
- Bazen za radnike
- Alat
- Ostaci strojeva u Humberstoneu

## Vanjske poveznice
- Službena stranica Humberstonea, bivšeg La Palma
- Chile's Mining Past Draws Tourists North: Santa Laura's pictures explaining saltpeter process  Arhivirana inačica izvorne stranice od 26. travnja 2006. (Wayback Machine) (engl.) Posjećeno 28. ožujka 2011.